# Yaroslava Mahuchikh
Yaroslava Oleskiyvna Mahuchikh (en ukrainien : Ярослава Олексіївна Магучіх), née le 19 septembre 2001 à Dnipro, est une athlète ukrainienne spécialiste du saut en hauteur.
Elle est triple championne d'Europe en salle (en 2021 à Torun, en 2023 à Istanbul et en 2025 à Apeldoorn), championne du monde en salle en 2022 à Belgrade, championne d'Europe en plein air la même année à Munich, championne du monde en 2023 à Budapest et championne olympique aux Jeux olympiques de Paris 2024.
Elle est également médaillée de bronze aux Jeux Olympiques de Tokyo en 2021 et médaille d'argent à deux reprises aux Mondiaux en plein air, en 2019 à Doha et en 2022 à Eugene. 
Elle détient depuis le 7 juillet 2024 le record du monde du saut en hauteur féminin avec 2,10 m, dépassant le record, vieux de 37 ans, de la Bulgare Stefka Kostadinova.

## Biographie
En 2017, elle remporte le titre des Championnats du monde jeunesse en 1,92 m et celui du Festival olympique de la jeunesse européenne.
Après avoir porté son record en salle à 1,90 m en janvier 2018, puis à 1,93 m lors des Championnats d'Ukraine juniors à Loutsk, le 8 juillet elle franchit cette fois 1,94 m, au 3e essai, record des championnats, lors des Championnats d'Europe d'athlétisme jeunesse 2018, toujours à Győr. Cette performance est la meilleure mondiale pour une athlète de cette catégorie d'âge. Le 15 octobre 2018, elle franchit 1,95 m lors des Jeux olympiques de la jeunesse de 2018 à Buenos Aires, améliorant son record personnel de 1 cm, remportant par la même occasion la médaille d’or sur le total combiné des deux manches de la compétition.
Le 22 décembre 2018, à Minsk, Yaroslava Mahuchikh efface une barre à 1,96 m dans une compétition organisée dans un centre commercial, et égale le record du monde des moins de 18 ans détenu par 4 athlètes : Charmaine Weavers (1981), Olga Turchak (1984), Eleanor Patterson (2013) et Vashti Cunningham (2015). Elle termine 4e de la compétition derrière Mariya Lasitskene (2,00 m), Yuliya Levchenko (1,98 m) et Kateryna Tabashnyk (1,98 m).

### Record du monde juniors et médaille d'argent mondiale à Doha (2019)
Le 26 janvier 2019, à Hustopeče, elle égale le record du monde juniors en salle de la discipline en franchissant une barre à 1,99 m. Elle améliore par ailleurs le record d'Europe juniors de 2 centimètres. Le 3 mai 2019, elle remporte la première étape de la ligue de diamant, à Doha avec une barre à 1,96 m, record personnel en plein air, et devient à 17 ans et 226 jours la plus jeune athlète (hommes et femmes confondus) à remporter une épreuve de la Ligue de diamant.
Le 30 septembre 2019, aux championnats du monde de Doha, elle crée la sensation en remportant la médaille d'argent avec un saut à 2,04 m, en améliorant deux fois le vieux record du monde juniors d'Olga Turchak (7 juillet 1986) et d'Heike Balck (25 août 2004) de 2,01 m, dans un concours relevé remporté par Mariya Lasitskene, 2,04 m également. Décidant d'arrêter son concours, elle devient à 18 ans et 11 jours la plus jeune athlète à remporter une médaille dans une épreuve autre que la course.
Yaroslava Mahuchikh effectue sa rentrée hivernale 2020 le 18 janvier 2020 à Lviv où elle bat d'entrée son propre record du monde juniors en salle en effaçant une barre à 2,01 m, pour devenir la première junior à franchir 2,00 m en salle. Elle égale à cette occasion le record d'Ukraine senior en salle détenu depuis 2008 par Vita Palamar, et signe également la meilleure performance mondiale de l'année, au détriment de sa compatriote Yuliya Levchenko. À Karlsruhe, le 31 janvier, à seulement 18 ans, elle s'impose et améliore d'un centimètre son propre record du monde en salle juniors (moins de 20 ans) et national en salle senior en effaçant 2,02 m dès sa première tentative.
Le 23 août 2020, elle égale la meilleure performance mondiale de l'année à Stockholm, étape de la Ligue de diamant, en effaçant une barre à 2,00 m.

### Troisième performance de tous les temps en salle et médaille de bronze olympique (2021)

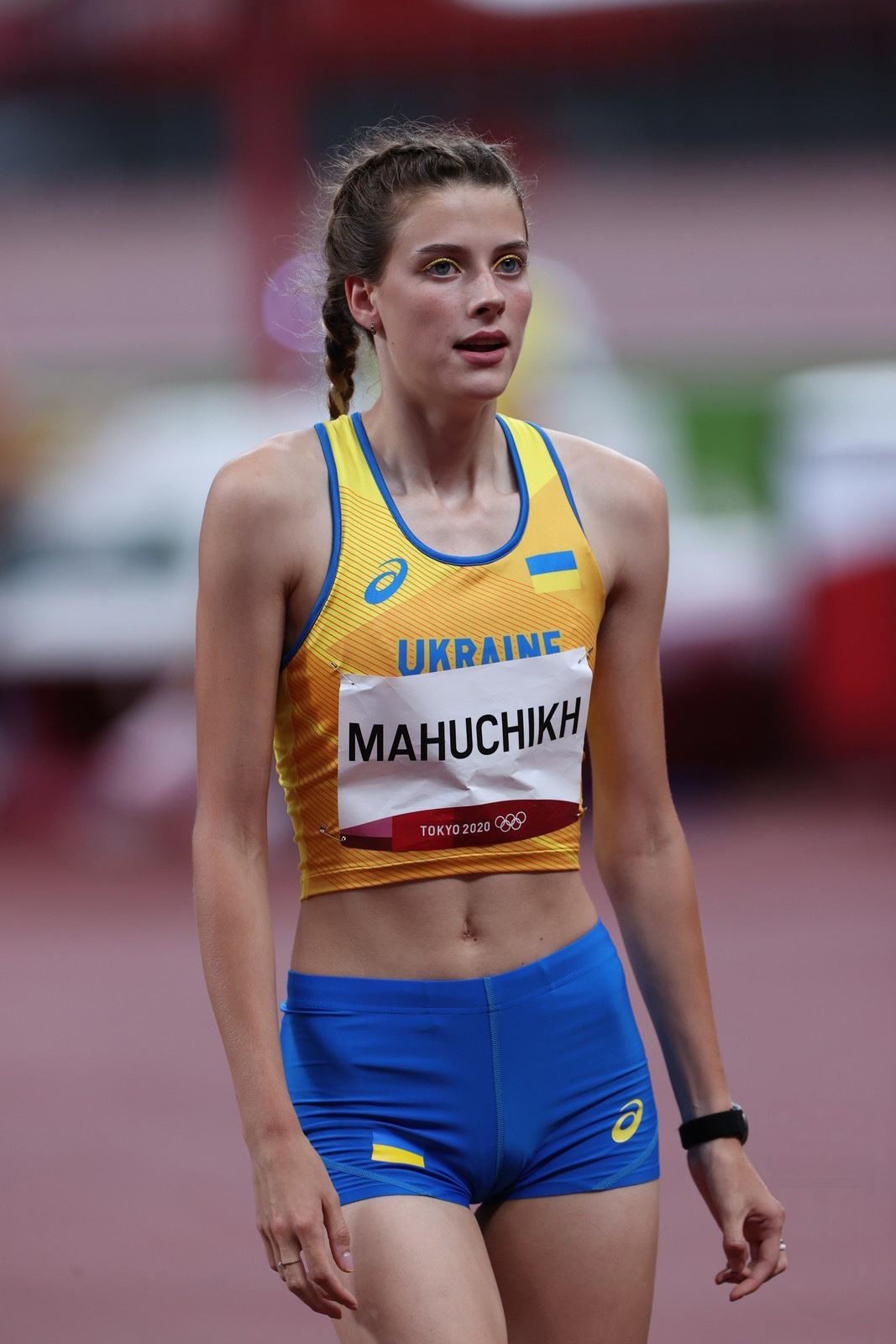
Yaroslava Mahuchikh en 2021 lors des Jeux olympiques de Tokyo.

Le 2 février 2021, à Banska Bystrica en Slovaquie, l'Ukrainienne franchit 2,06 m, établissant ainsi un nouveau record national, ainsi que la troisième performance de tous les temps en salle, à égalité avec Stefka Kostadinova, Blanka Vlasic et Anna Chicherova, et derrière la Suédoise Kajsa Bergqvist (2,08 m) et l'Allemande Heike Henkel (2,07 m). C'est également la septième performance de tous les temps indoor et outdoor confondus. 
Grande favorite, elle s'impose le 7 mars en finale des championnats d'Europe en salle de Toruń, tenus à huis clos, en effaçant une barre à 2,00 m. Elle devance sa compatriote Iryna Gerashchenko (1,98 m) et la Finlandaise Ella Junnila (1,96 m). 
Lors de la saison estivale, débutée par une performance d'1,92 m dans des conditions difficiles à Dessau, elle est exclue du meeting de Gateshead le 23 mai, étape de la Ligue de diamant, pour ne pas avoir respecté le protocole sanitaire en place, compte-tenu de la pandémie de COVID-19. Mahuchikh ainsi que la triple-sauteuse Olha Saladukha étaient sorties de leur hôtel la veille pour faire une promenade, ce qui était interdit dans le protocole. 
Le 19 juin, elle remporte les championnats nationaux à Loutsk avec 2,00 m, et valide sa place pour les Jeux olympiques de Tokyo. La semaine suivante, lors d'une compétition se déroulant dans la rue à Berdytchiv, elle efface 2,01 m. Le 4 juillet, elle s'impose à Stockholm et signe la meilleure performance mondiale de l'année avec 2,03 m, avant d'échouer de peu à 2,07 m. Le 10 juillet, elle est sacrée championne d'Europe espoirs à Tallinn avec 2,00 m, signant un nouveau record des championnats. 
Arrivée en tête des bilans mondiaux aux Jeux Olympiques de Tokyo en août, l'Ukrainienne doit cependant se contenter d'une médaille de bronze avec un saut à 2,00 m, derrière la Russe Mariya Lasitskene (2,04 m) et l'Australienne Nicola McDermott (2,02 m). Elle décroche néanmoins la seule médaille olympique de l'Ukraine lors de ces Jeux en athlétisme.

#### Controverse
A son retour en Ukraine, l'athlète fait l'objet de critiques dans son pays natal du fait qu'elle apparait sur une photographie enveloppée du drapeau national ukrainien conjointement avec la Russe Maria Lasitskene avec le drapeau neutre du Comité olympique russe. Elle est contactée par le ministre de la Défense qui lui demande de clarifier ses positions, compte tenu du fait qu'elle possède le grade de sous-lieutenant des forces armées du pays. Elle déclare « Je le répète, ce n'était pas l'expression d'une position politique. De plus, je ne veux pas nier qu'il y a une guerre entre l'Ukraine et la fédération de Russie. Nous nous sommes seulement félicitées selon les traditions olympiques. Et je respecte vraiment les soldats qui se battent pour que nous puissions participer aux compétitions internationales ». Elle est principalement la cible de nationalistes, dont une ancienne députée de la Verkhovna Rada du parti Svoboda, Iryna Farion, qui demande au CIO de lui retirer sa médaille et l'insulte en la qualifiant de « déchet biologique ». Parmi ses soutiens, le karatéka Stanislav Horouna publie un message sur Facebook pour dénoncer le harcèlement de l'athlète et en déclarant « La politique doit rester en dehors du sport ! ».

### Championne du monde en salle et championne d'Europe (2022)

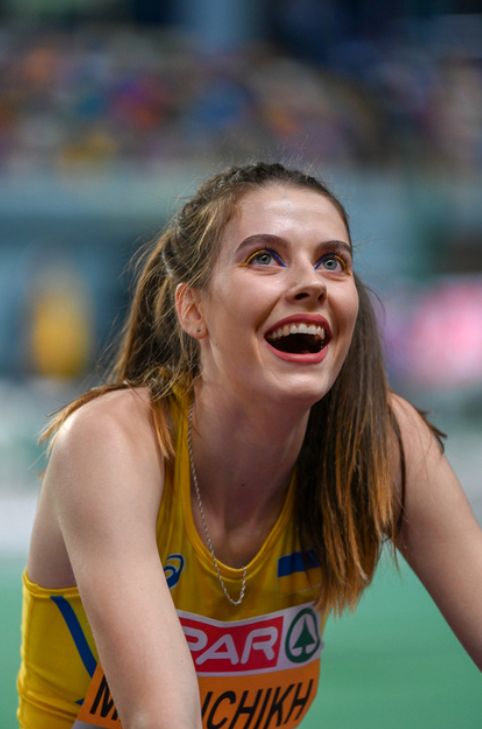
Yaroslava Mahuchikh lors des championnats d'Europe en salle 2023.

Quelques jours après avoir fui l'Ukraine en guerre, le 19 mars 2022, Yaroslava Mahuchikh devient championne du monde en salle à Belgrade, en Serbie, avec un saut à 2,02 m, devançant l'Australienne Eleanor Patterson (2,00 m) et la Kazakhe Nadezhda Dubovitskaya (1,98 m).
L'Ukrainienne se classe deuxième des championnats du monde 2022 à Eugene avec un saut à 2,02 m, devancée au nombre d'essais par Eleanor Patterson. Elle obtient sa deuxième médaille d'argent planétaire consécutive après celle de 2019 à Doha. 
Le 21 août, elle remporte le concours des Championnats d'Europe d'athlétisme 2022 de Munich, grâce à une barre à 1,95 m franchie dès son premier essai. Elle s'impose devant la Monténégrine Marija Vuković, qui n'est parvenue à passer 1,95 m qu'au troisième essai, et la Serbe Angelina Topić, qui s'est arrêtée à 1,93 m.

### Deuxième titre européen en salle et premier titre mondial en plein air (2023)
Présente aux championnats d'Europe en salle d'Istanbul en mars 2023 pour défendre son titre acquis en 2021, Mahuchikh se fait d'abord une frayeur lors des qualifications en manquant ses deux premiers essais à 1,87 m, avant de passer finalement une barre à 1,91 m à son dernier essai. En finale, elle réussit à franchir 1,98 m dès sa première tentative, ce qui lui suffit pour conserver son titre devant la Néerlandaise Britt Weerman.
Aux Mondiaux de Budapest en août, l'Ukrainienne est la seule à passer en finale 2,01 m, tandis que ses deux rivales australiennes, Eleanor Patterson et Nicola Olyslagers, ne peuvent pas aller plus haut que 1,99 m. Elle est ainsi sacrée championne du monde en plein air pour la première fois de sa carrière, après avoir échoué deux fois à la deuxième place.

### Record du monde (2024)
Le 7 juillet 2024, lors du Meeting de Paris en Ligue de diamant, Yaroslava Mahuchikh bat le record du monde du saut en hauteur en effaçant 2,10 m à sa première tentative, et améliore le vieux record de 37 ans de la légende bulgare Stefka Kostadinova (2,09 m). Au cours de la compétition, l'Ukrainienne améliorait déjà son record en réussissant 2,07 m. Son entraineuse voulait qu'elle stoppe son concours, mais Mahuchikh décida de continuer, se sentant capable de battre le record, ce qu'elle fait.

### Titre olympique (2024)
Le 4 août 2024, Yaroslava Mahuchikh remporte le titre olympique et la médaille d'or en saut en hauteur féminin aux Jeux olympiques d'été de 2024 à Paris. Elle réussit un saut à 2,00 m, ce qui suffit à dépasser l'Australienne Nicola Olyslagers et les deux médaillées de bronze Iryna Gerachtchenko et Eleanor Patterson. Une fois la victoire assurée, Mahuchikh tente ensuite un saut à 2,04 m, qu'elle rate.

## Palmarès
| Date | Compétition                                  | Lieu                               | Résultat | Marque  |
| ---- | -------------------------------------------- | ---------------------------------- | -------- | ------- |
| 2017 | Championnats du monde cadets                 | Nairobi                            | 1re      | 1,92 m  |
| 2017 | Festival olympique de la jeunesse européenne | Győr                               | 1re      | 1,89 m  |
| 2018 | Championnats d'Europe cadets                 | Győr                               | 1re      | 1,94 m  |
| 2018 | Jeux olympiques de la jeunesse               | Buenos Aires                       | 1re      | 1,95 m  |
| 2019 | Championnats d'Europe juniors                | Borås                              | 1re      | 1,92 m  |
| 2019 | Championnats du monde                        | Doha                               | 2e       | 2,04 m  |
| 2020 | Circuit mondial en salle de l'IAAF           | Circuit mondial en salle de l'IAAF | 1re      | détails |
| 2021 | Championnats d'Europe en salle               | Toruń                              | 1re      | 2,00 m  |
| 2021 | Championnats d'Europe espoirs                | Tallinn                            | 1re      | 2,00 m  |
| 2021 | Jeux olympiques                              | Tokyo                              | 3e       | 2,00 m  |
| 2022 | Championnats du monde en salle               | Belgrade                           | 1re      | 2,02 m  |
| 2022 | Championnats du monde                        | Eugene                             | 2e       | 2,02 m  |
| 2022 | Championnats d'Europe                        | Munich                             | 1re      | 1,95 m  |
| 2022 | Ligue de diamant                             | Ligue de diamant                   | 1re      |         |
| 2023 | Championnats d'Europe en salle               | Istanbul                           | 1re      | 1,98 m  |
| 2023 | Jeux européens                               | Chorzów                            | 1re      | 1,97 m  |
| 2023 | Championnats du monde                        | Budapest                           | 1re      | 2,01 m  |
| 2023 | Ligue de diamant                             | Ligue de diamant                   | 1re      | 2,03 m  |
| 2024 | Championnats du monde en salle               | Glasgow                            | 2e       | 1,97 m  |
| 2024 | Championnats d'Europe                        | Rome                               | 1re      | 2,01 m  |
| 2024 | Meeting de Paris                             | Paris                              | 1re      | 2,10 m  |
| 2024 | Jeux olympiques                              | Paris                              | 1re      | 2,00 m  |
| 2025 | Championnats d'Europe en salle               | Apeldoorn                          | 1re      | 1,99 m  |
| 2025 | Championnats du monde en salle               | Nankin                             | 3e       | 1,95 m  |

## Records
| Épreuve         | Épreuve   | Marque       | Lieu            | Date           |
| --------------- | --------- | ------------ | --------------- | -------------- |
| Saut en hauteur | Plein air | 2,10 m (WR)  | Paris           | 7 juillet 2024 |
| Saut en hauteur | En salle  | 2,06 m (NIR) | Banska Bystrica | 2 février 2021 |